# Plandište
Plandište (in serbo Пландиште?, in ungherese Zichyfalva, in romeno Plandiște) è una città e una municipalità del distretto del Banato Meridionale nel sud-est della provincia autonoma della Voivodina, al confine con la Romania.